# Goppisberg
Goppisberg  est une localité et ancienne commune suisse du canton du Valais, située dans le district de Rarogne oriental.
Goppisberg a fusionné, le 1er novembre 2003, avec Greich et Ried-Mörel pour former la nouvelle commune de Riederalp. Elle a porté le numéro OFS 6175.